# Alaixys Romao
Jacques-Alaixys Romao (L'Haÿ-les-Roses, Francuska, 18. siječnja 1984.) je togoanski vezni igrač koji trenutno igra za grčku Athens Kallitheu.
Rođen u Francuskoj, pozivan je za francusku reprezentaciju do 18 godina, no sada igra za Togo kojeg je predstavljao na SP-u 2006. godine.

## Vanjske poveznice
- Profil na Transfermarktu
- Profil na Soccerwayu